# 哈尔泰特
哈尔泰特（荷蘭語：Haaltert，荷蘭語發音：[ˈɦaːltərt]）是比利时弗拉芒大區东佛兰德省阿爾斯特區的一个市镇，位于登德尔地区，通行荷蘭語，是弗拉芒社群的一部分，面积30.30平方千米，人口18,443人（2018年1月1日）。